# بوفوتينين
البوفوتينين (بالإنجليزية: Bufotenin، رمزه 5-HO-DMT) مشتق تريبتاميني يرتبط بالناقل العصبي السيروتونين. يمثل البوفوتينين مركبًا قلوانيًا يوجد في بعض أنواع العلاجيم (خاصةً في جلدها) وفطر عيش الغراب والنباتات.
يعود أصل التسمية إلى جنس من العلاجيم يُعرف باسم بوفو، وهو يشمل عدة أنواع من العلاجيم ذات التأثير النفساني، أهمها علجوم نهر كولورادو الذي يفرز سم البوفو (بوفوتوكسين) من غدته النكفية. يشابه البوفوتينين في بنيته الكيميائية السيلوسين ومركب ميثيل بوفوتينين-أو وثنائي ميثيل التريبتامين التي تمتاز بتأثيراتها النفسية، وهي تنتج في بعض الأنواع الفطرية والنباتية والحيوانية بشكل بوفوتينين.

## التسمية
يُعرف البوفوتينين أيضًا بالاسم الكيميائي 5-هيدروكسي-إن-إن-ثنائي ميثيل التريبتامين وإن،إن-ثنائي ميثيل-5-هيدروكسي تريبتامين وثنائي ميثيل السيروتونين والمابين.

## التاريخ
عُزل البوفوتينين من جلد العلاجم، وأطلق عليه الكيميائي النمساوي هاندوفسكي هذه التسمية في الجامعة التقنية التشيكية في براغ خلال الحرب العالمية الأولى. حدد هاينريش فيلاند البنية الكيميائية لهذا المركب عام 1934 في مختبره في ميونيخ، وكان توشيو هوشينو وكينيا شيمودايرا أول من اصطنعاه عام 1935.

## علم الأدوية

### الامتصاص والإزالة
في الجرذان، ينتشر البوفوتينين المعطى عبر الطريق تحت الجلد (1-100 ميكروغرام/كغ) في الرئتين والقلب والدم بشكل أساسي، بينما يكون توزعه في الدماغ (الوطاء وجذع الدماغ والجسم المخطط والقشرة المخية) والكبد أقل بكثير. يبلغ هذا المركب ذروة مستوياته خلال ساعة من إعطائه، ويزول من أنسجة الجسم بالكامل تقريبًا خلال 8 ساعات. يتلو الإعطاء الوريدي للبوفوتينين لدى البشر إفراز 70% من الدواء المحقون بشكل مركب 5-هيدروكسي إندول حمض الأسيتيك، وهو مستقلب داخلي للسيروتونين، بينما يزول 4% منه تقريبًا عبر السبيل البولي دون تغير في بنيته. يخضع البوفوتينين الفموي لتأثير المرور الأول على نحو شديد بتأثير إنزيم أكسيداز أحادي الأمين.

### الجرعة المميتة
تتراوح الجرعة الوسطية الحادة المميتة للبوفوتينين لدى القوارض بين 200 و300 مغ/كغ، وتحدث الوفاة نتيجة الوهط التنفسي. في أبريل من عام 2017، تُوفي رجل من كوريا الجنوبية نتيجة التسمم بالبوفوتينين بعد استهلاكه العلاجيم معتقدًا أنها ضفادع الثور الآسيوية، وفي ديسمبر 2019، أُصيب 5 رجال تايوانيين بالمرض وتوفي أحدهم بعد تناول علاجيم فورموزا الوسطى التي اعتقدوا أنها إحدى أنواع الضفادع.

## التأثيرات على البشر

### فابنغ وهوكنغ (1955)
في عام 1955، أعطى فابنغ وهوكنغ البوفوتينين وريديًا بجرعات تصل إلى 16 مغ لنزلاء سجن ولاية أوهايو. وجدت الاختبارات أن التأثير السمي يسبب إضفاء لون أرجواني على الوجه. اشتكى أحد الخاضعين للتجربة بعد إعطائه 1 مغ من الدواء من «شعور بضيق الصدر» ووخز «كأنما تُغز به الإبر». ترافق هذا مع «شعور عابر بالألم في كلا الفخذين وغثيان خفيف الشدة».
أُعطي مشارك آخر 2 مغ من الدواء، فأبلغ عن الشعور «بضيق في الحلق». اشتكى المريض أيضًا من انزعاج في البطن ووخز في المنطقة أمام الظنبوب، وأظهر سحنةَ أرجوانيةً على الوجه تدل على اضطراب في دوران الدم، ثم تقيأ بعد ثلاث دقائق.
عند إعطاء 4 مغ لمشارك آخر، اشتكى النزيل من «انزعاج في الصدر» و«حمل يضغط عليه مع إحساس بثقل الجسم»، وأبلغ أيضًا عن «خدر في كامل جسده» و«إحساس سار يحاكي شرب المارتيني يطغى على أفكاره»، إضافةً إلى رؤية بقع حمراء تمر أمام ناظره مع بقع أرجوانية على الأرض، وبدت الأرضية شديدة القرب من وجهه. خلال دقيقتين من زوال هذه التأثيرات البصرية، ظهر مكانها سديم أصفر كما لو أن المشارك ينظر عبر عدسات مفلترة.
علق فابنغ وهاوكنز على ذلك بأن تأثيرات البوفوتينين النفسانية «تذكر بتأثيرات ثنائي إيثيل أميد حمض الليسرجيك والمسكالين، لكنها تتطور وتختفي على نحو أسرع، ما يشير إلى الفعالية المركزية السريعة وزوال الدواء السريع من الجسم».